# Leonora (Australia Occidental)
Leonora es una ciudad en la región de Goldfields-Esperance de Australia Occidental, situada a 833 kilómetros (518 mi) al noreste de la capital del estado, Perth, y a 237 kilómetros (147 mi) al norte de la ciudad de Kalgoorlie.

## Historia

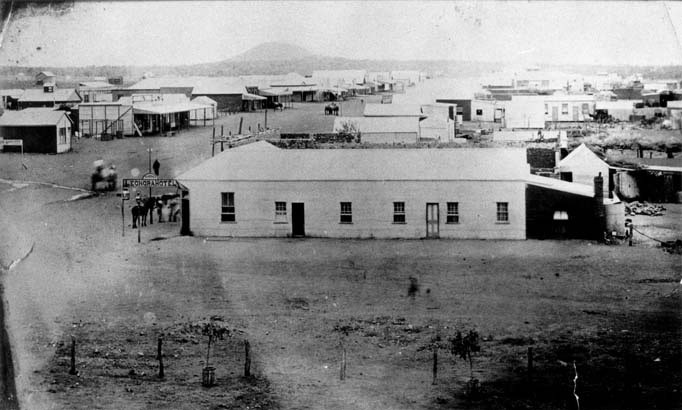
Leonora en 1899

El primer explorador europeo fue John Forrest, que visitó la zona en 1869. El 21 de junio de 1869 la fiesta de Forrest hizo campamento cerca de una colina visible, que Forrest llamó Monte Leonora, en honor a su sobrina de seis años Frances (Fanny) Leonora Hardey. En 1895, el oro fue descubierto en la zona por el buscador Edward "Doodah" Sullivan en el arrendamiento de Johannesburgo justo al norte de la actual localidad. En los dos años siguientes, una serie de hallazgos ricos dieron lugar a un rápido desarrollo de la zona. La mina de oro Hijos de Gwalia llamó la atención de Leonora. En 1897 se había establecido una zona residencial y de negocios, y la ciudad fue catalogada como Leonora.
Leonora tuvo un tranvía de pasajeros de una sola vía que une la ciudad y la cercana Gwalia, de 1901 a 1921. Inicialmente impulsado por vapor, el servicio fue eléctrico desde noviembre de 1908, y la gasolina alimentada desde 1915.
En octubre de 2005 se inauguró una planta de tratamiento de desalinización de ósmosis inversa para mejorar la calidad del suministro de agua de la ciudad desde el pozo station creek reduciendo los altos niveles naturales de salinidad, nitrato y dureza. Fue diseñado para suministrar 2,5 millones de litros de agua tratada por día.
En 2010, el Gobierno de Rudd trasladó a los solicitantes de asilo de la Isla de Navidad al "Lugar Alternativo leonora de detención", un centro de detención de inmigración, anteriormente utilizado como albergue de trabajadores mineros, en Leonora. El Gobierno de Abbott cerró las instalaciones en febrero de 2014.

## Economía
Leonora se caracteriza fundamentalmente por ser una ciudad minera. Hay una serie de grandes minas de oro en la Comarca, así como un proyecto de níquel, de nombre murrin murin laterite. El área apoya una industria pastoral significativa.

## Demografía
En el censo de 2016, Leonora tenía una población de 556 habitantes, de los cuales el 27,6% eran de ascendencia aborigen.

## Clima
La zona tiene un clima árido (BWh), con veranos muy calurosos e inviernos frescos. Las heladas pueden ocurrir ocasionalmente en algunas mañanas de invierno. Las precipitaciones son muy escasas.